# Lucien Vochel
Lucien Vochel, né le 19 juillet 1919 à Évreux et mort le 14 mars 2018 dans le 15e arrondissement de Paris,, est un résistant, puis un haut fonctionnaire français, préfet de région dans des régions importantes du territoire français.
Lucien Vochel a joué un rôle particulièrement important dans la mise en place de la première loi de décentralisation en Île-de-France, faisant l'interface entre le gouvernement socialiste, le maire de Paris et le président de la région, et bénéficiant à la fois de la confiance de Gaston Defferre, son ministre de rattachement et de celles de Jacques Chirac, chef de file de l'opposition au gouvernement, et de Michel Giraud. Dans cette même région parisienne, il a également amorcé une politique de résorption des îlots sensibles et de l'habitat insalubre. Cette politique était devenue indispensable dans les années 1980 compte tenu de l'état d'un certain nombre de grands ensembles construits à la va-vite dans les décennies précédentes (des cités d'urgence) pour vider les bidonvilles de l'après-guerre : Lucien Vochel identifie avec le conseil régional 22 ensembles d'habitations prioritaires. Lucien Vochel a été également conseiller d'ATD Quart Monde, après son départ de l'administration et alors que le père Joseph Wresinski était à la tête de ce mouvement de solidarité avec les plus démunis.

## Biographie

### Formation et résistance
Après des études au lycée d'Évreux, et des études supérieures aux facultés des lettres et de droit de Paris, Lucien Vochel obtient une licence en droit et un diplôme d’études supérieures de lettres.
Il exerce à partir de 1936 la fonction de secrétaire adjoint à la mairie d’Évreux puis pendant la Seconde Guerre mondiale, il occupe le poste de secrétaire général de la mairie d’Évreux alors que son titulaire Charles Ducellier est prisonnier. Mais il est aussi un résistant participant à la lutte armée contre l'occupant.

### Carrière

#### Quatrième République
Lucien Vochel occupe les fonctions de secrétaire général de la mairie d'Évreux jusqu'en 1947, en remplacement du secrétaire général en titre Charles Ducellier, retenu prisonnier par les Allemands jusqu'en  1945, à la disposition du préfet de l’Eure en 1944-1945. Charles Ducellier sera son premier maître en carrière administrative.
Durant la IVe République, il devient fonctionnaire d’État. En 1947, il rejoint le Haut-commissaire de France en Indochine. De 1949 à 1951, il appartient à différents cabinets ministériels.
Sa carrière se prolonge ensuite comme conseiller de préfecture à Alger (1951), puis sous-préfet de l’Inini (Guyane) (1952). Il s'y lie d'amitié avec le médecin et écrivain Bertène Juminer qu'il aide à mettre en place des structures sanitaires plus adaptées. L'aéroport de Maripasoula porte aujourd'hui son nom. Il devient ensuite secrétaire général du département de Grande Kabylie à Tizi Ouzou (Algérie) (1956).
Il se marie le 21 mars 1955 à Mlle Jacqueline Kergrain (décédée en 2016).

#### Cinquième République
Sous la  Ve République, ses affectations le ramènent en métropole. Il est tout d'abord sous-préfet de Rochefort (1959), de Valenciennes (1961). Puis il revient dans l'administration centrale comme conseiller technique au cabinet de Roger Frey (ministre de l’Intérieur de 1961 à 1966), en décembre 1962.
Il devient préfet de la Mayenne (1964-1967), rejoint à nouveau Paris comme directeur adjoint du cabinet de Christian Fouchet en avril 1967 (ministre de l’Intérieur), puis directeur général des affaires politiques et de l’administration du territoire Place Beauvau, puis membre des comités des programmes de radiodiffusion et de télévision de l’ORTF (en 1967).
Il est préfet de la région Poitou-Charentes, préfet de la Vienne (1970). Puis il est nommé préfet de la région Provence-Alpes-Côte d’Azur, et préfet des Bouches-du-Rhône (1977-1981).
Il termine sa carrière au sein du corps préfectoral comme préfet de Paris, préfet de la région d’Île-de-France (1981-1984), sur proposition du ministre de l’Intérieur Gaston Defferre. Sa nomination sur un poste aussi sensible par un gouvernement de gauche surprend  : « On peut avoir été préfet sous de Gaulle, sous Pompidou ou sous Giscard et être néanmoins promu par un ministre de l'Intérieur socialiste. La preuve : Lucien Vochel, 62 ans, ancien préfet des Bouches-du-Rhône et de la région Provence-Alpes-Côte d'Azur », écrit l'Express. Pour le journaliste du Nouvel Observateur, Vincent Jauvert, Gaston Defferre a nommé, au-delà des clivages politiques, un grand résistant et un protestant. Pour Olivier Schmitt, journaliste au Monde plus simplement, les deux hommes ont appris à se connaître lors du  passage de Lucien Vochel comme préfet de la région Provence-Alpes-Côte d'Azur, alors que Gaston Defferre était maire de Marseille, député des Bouches-du-Rhône et un des chefs de file de l'opposition socialiste. Et ils ont tissé des relations de confiance.
Lucien Vochel joue un rôle important dans les rapports entre l'État et la ville de Paris, dont le maire est Jacques Chirac. Il fait voter, contre les élus de la gauche, un budget départemental tenant compte  des projets de décentralisation et intégrant le transfert de l'initiative et de l'exécution de ce budget au président du conseil général, qui à Paris est également le maire. Il organise le transfert de fonctionnaires d'Etat (faisant partie du cadre national des préfectures ) vers les structures de la Ville de Paris , au moyen de la convention du 16 novembre 1982 entre Lucien Vochel et Jacques Chirac, concernant 196 fonctionnaires. Ceci n'empêche pas des passes d'armes entre l'État, au-dessus de Lucien Vochel, et la Ville, à propos de l'application de la loi de décentralisation à Paris. 
Le transfert de l'exécutif régional à Michel Giraud, président du conseil régional d’Île-de-France, et lui aussi du principal parti de droite, le Rassemblement pour la République (RPR), s’effectue plus facilement. Lucien Vochel met rapidement à disposition de l'exécutif régional les équipes requises, qui lui étaient précédemment rattachées.
Lucien Vochel lance également une politique remarquée sur la lutte contre l’habitat insalubre en région parisienne. Sur son initiative, le conseil régional a défini entre 1982 et 1983 un programme de résorption avec vingt-deux îlots sensibles définis comme prioritaires et 20 millions de francs inscrits au budget . « Îlot sensible » est l’euphémisme utilisé pour désigner de grands ensembles d’Île-de-France, relais dans les deux décennies précédentes de bidonvilles, construits à la hâte, dégradés, et offrant désormais des conditions de vie assez déplorables,.
Admis à la retraite à compter du 19 juillet 1984, il devient ensuite conseiller des présidences d’Euromarché (1984), de la Compagnie générale des eaux (1984), du Groupe Cible (1992)  puis de Vivendi (1995), de Carrefour (1990), de la Compagnie générale du bâtiment (1993), du groupe Bolloré (1997) et de Vinci (1999).
Président d’honneur de l’Association du corps préfectoral et des hauts fonctionnaires du ministère de l’Intérieur, il est membre de l’Académie des sciences d'outre-mer (1992), président (1986), puis président d'honneur (depuis 2001) de la Fédération des entreprises des départements d’outre-mer (Fedom), vice-président de l’Association Valentin Haüy au service des aveugles et des malvoyants, conseiller de la Fondation Aide à toute détresse quart monde. Comme président de la Fedom, il a été reçu notamment par le président de la République Jacques Chirac en 1998.

## Obsèques
Les obsèques de Lucien Vochel sont célébrées à Paris le 24 mars 2018 en la basilique Sainte-Clotilde.
Lucien Vochel est inhumé le 26 mars 2018 à Ploemel (Morbihan).

## Décorations et distinctions
- Grand Officier de l'ordre national de la Légion d'honneur
- Grand Croix de l'ordre national du Mérite
- Croix de guerre 1939-1945 ; trois citations
- Médaille de la Résistance française
- Médaille des évadés
- Médaille aéronautique
- Croix des combattants, Croix des Engagés volontaires, Médaille commémorative de la guerre 1939-1945, Croix des engagés des Forces françaises libres,
- Plusieurs décorations étrangères (Italie, Laos, Tunisie).
- Grande médaille de vermeil de la ville de Paris.

## Publication
- Un parcours inattendu : de Saint-Laurent-du-Maroni à Paris..., HC éditions, 2013.